# Shane Maloney
Pour les articles homonymes, voir Maloney.
Shane Maloney est un écrivain australien né en 1953 à Melbourne.
Il est entre autres l'auteur d'une série de cinq romans policiers dont le héros principal est Murray Whelan, d'abord attaché parlementaire, puis conseiller de ministre, et enfin député travailliste. Sur un ton sarcastique, ces romans dépeignent le milieu politique de l'État de Victoria.

## Biographie
Shane Maloney est né en 1953 à Melbourne, en Australie. Il contribue à un certain nombre de journaux et magazines, notamment le Monthly Magazine. Il est également le coauteur d'un manuel de conversation, The happy phrase, à destination des personnes voulant travailler leur côté non intelligible (sic !)
Son style satirique le fait comparer parfois à Carl Hiaasen ou Elmore Leonard.[réf. nécessaire]

## Œuvres

### Romans

#### Traduits en français
- 2002 - Viande froide à Melbourne (Stiff - 1994)
- 2004 - Ça fait moche dans le tableau (The Brush-off - 1996)
- 2005 - Bien joué ! (Nice Try - 1998)
- 2006 - Spécialité de fruits de mer (Something Fishy - 2002)

#### Non traduits
- 2004 - The Happy Phrase : Every Day Conversation Made Easy

Pour une raison inconnue, le 4e tome des aventures de Murray Whelan n'a pas été traduit ni publié en français. Il s'agit de :
- 2000 - The Big Ask

### Anthologies
- 1996 : Something Like Fire: Peter Cook Remembered
- 1997 : Hot Sand: Stories of Sun, Salt and Sex
- 1998 : Seams of Light: Best Antipodean Essays
- 1999 : Il Mondo di Casanova: Best Australian Essays
- 2002 : On Murder 2: True Crime Writing in Australia
- 2003 : Scorched: Penguin Australian Summer Stories
- 2004 : A Win and a Prayer: Scenes from the 2004 Australian Election

## Filmographie
Deux des romans de Shane Maloney ont été portés à l'écran : il s'agit de Stiff (mis en scène par John Clarke) et de The brush-off (mis en scène par Sam Neill)

## Prix et distinctions

### Prix
- Prix Ned Kelly 1997 du meilleur roman pour The Brush-off[1]
- Prix Ned Kelly Lifetime Achievement 2009[1]

### Nominations
- Prix Ned Kelly 2003 du meilleur roman pour Something Fishy[1]
- Prix Ned Kelly 2008 du meilleur roman pour Sucked In[1]